# 威爾金森縣 (喬治亞州)
威爾金森縣（英語：Wilkinson County）是美國喬治亞州中部的一個縣。面積1,171平方公里。根據美國2000年人口普查，共有人口10,220人。縣治歐文敦（Irwinton）。
成立於1803年5月11日，縣政府成立於1805年12月。縣名紀念美國獨立戰爭和1812年戰爭時期軍官、路易斯安那準州州長詹姆斯·威爾金森。